# Castillo de Cogolludo
El castillo de Cogolludo es una fortificación del municipio español de Cogolludo, hoy día en ruinas.

## Descripción
El antiguo castillo se encuentra al norte del núcleo urbano de la localidad guadalajareña de Cogolludo, en Castilla-La Mancha.
Las ruinas habrían quedado protegidas de forma genérica el 22 de abril de 1949, mediante un decreto publicado el 5 de mayo de ese mismo año en el Boletín Oficial del Estado con la rúbrica del Jefe del Estado Francisco Franco y del ministro de Educación Nacional José Ibáñez Martín, que sostenía que «todos los castillos de España, cualquiera que sea su estado de ruina, quedan bajo la protección del Estado». En la actualidad contarían con el estatus de Bien de Interés Cultural.